# Структурний функціоналізм
Структу́рний функціоналі́зм — методологічний підхід у соціології й соціокультурній антропології, що полягає в трактуванні суспільства як соціальної системи, яка має свою структуру і механізми взаємодії структурних елементів, кожен з яких виконує власну функцію. Засновником структурного функціоналізму вважають соціолога Талкотта Парсонса, який у своїх дослідженнях спирався на класичні концепції Герберта Спенсера і Еміля Дюркгайма, а також соціальних антропологів Броніслава Маліновського і Альфреда Редкліффа-Брауна. Базовою ідеєю структурного функціоналізму є ідея «соціального порядку», тобто іманентне прагнення будь-якої системи підтримати власну рівновагу, узгодити між собою різні її елементи, домогтися злагодженості між ними. Учень Парсонса — Роберт Мертон — зробив великий внесок у розвиток цього підходу і його адаптації до практики. Зокрема Мертон приділяв значну увагу проблемі дисфункцій.

## Структурні елементи
Структурні елементи — будь-які стійкі зразки діяльності людей.

### Огюст Конт
Творець соціології Оґюст Конт проголосив головним завданням соціології пошук об'єктивних, не залежних від конкретної людини законів суспільного розвитку.
Конт спирався на методи аналізу природничих наук. За аналогією з розділами фізики Конт поділив соціологію на «соціальну статику» і «соціальну динаміку». Перша була сфокусована на вивченні того, як частини (структури) суспільства функціонують, взаємодіють одна з одною відносно суспільства в цілому. Перш за все, він розглядав, як функціонують основні інституції суспільства (сім'я, держава, релігія), забезпечуючи соціальну інтеграцію. В кооперації, заснованій на поділі праці, він бачив фактор затвердження «загальної згоди». Ці ідеї Конта згодом розвинуть вчені, які представляють структурний функціоналізм у соціології і вивчають головним чином інституції й організації суспільства.
Соціальна динаміка присвячувалась осмисленню проблем соціального розвитку та політики змін. Вчений прагнув створити, за його словами, «абстрактну історію» без імен і без стосунку до конкретних народів.

### Герберт Спенсер
Англійський філософ і соціолог Герберт Спенсер також розглядав суспільство на рівні інституцій і функцій. Соціологія, за Спенсером, — наука про вивчення структурних і функціональних змін, які проходять в суспільстві.
Спенсер запропонував вельми оригінальну еволюційну теорію суспільства, яка пояснювала соціальні зміни, характер суспільства законом усередненого рівня розвитку його членів. Еволюція, за Спенсером, передбачає прогресивну зміну, що розвивається за трьома напрямками: від роз'єднаності до інтеграції, від однорідності до диференціації і від невизначеності до визначеності, впорядкованості. Еволюція спричинює одночасні зміни в структурі та функціях.

### Еміль Дюркгайм
Французький соціолог Еміль Дюркгейм обґрунтував новий погляд на суспільство, його структури і людей — соціальний реалізм. Його суть полягає в тому, що суспільство, хоча й виникає як результат взаємодії індивідів, набуває самостійної реальності, яка, по-перше, автономна відносно інших видів реальності, по-друге, розвивається за своїми власними законами; по-третє, має місце примат структур і функцій суспільства відносно індивіда і функцій його свідомості і поведінки, тобто індивідуальна реальність вважається вторинною.
Предмет соціології Дюркгайма — соціальний факт. Соціальний факт є зовнішнім відносно індивіда і чинить на нього змушувальний вплив. Соціальні факти можуть бути матеріальними (саме суспільство, його соціальні структури) і нематеріальними (мораль, цінності і норми, колективна свідомість, вірування).

## Основні положення
1) Суспільство розглядається як система.
2) Процеси системи розглядаються з точки зору взаємопов'язаності її частин.
3) Подібно до організму система вважається обмеженою (тобто в ній діють процеси, спрямовані на збереження цілісності її меж).

## Недоліки теорії
- Парсонс недооцінював роль конфліктів, він їх виключав;
- У Парсонса немає розвитку, еволюції. Пізніше він спробував виправити цей недолік, але часу для ґрунтовного опрацювання питання було вже недостатньо;
- Парсонс обмежив функції соціальних підсистем чотирма, яких, на його думку, було достатньо для виживання системи в цілому; виникає справедливе питання про необхідність існування інших функцій, властивих суспільству, які тим чи іншим способом впливають на його життєдіяльність.
- Критики функціоналізму в американській соціології — Чарльз Райт Міллз і Алвін Гоулднер[en] — відзначали переускладненість мови Парсонса і схоластичність теорії. Також вони показали практичну неможливість у рамках парсонівської версії функціоналізму описати значущі соціальні трансформації, оскільки в ній можливість конфлікту інтересів різних соціальних груп зводиться до мінімуму[1].